# Liste der denkmalgeschützten Objekte in St. Pölten-Spratzern
Die Liste der denkmalgeschützten Objekte in St. Pölten-Spratzern enthält die 11 denkmalgeschützte, unbewegliche Objekt des St. Pöltner Stadtteils Spratzern.

## Denkmäler
| Foto |                 | Denkmal                                                                             | Standort                                                 | Beschreibung | Metadaten |
| ---- | --------------- | ----------------------------------------------------------------------------------- | -------------------------------------------------------- | --- | --- |
| ja   | Datei hochladen | Wegkapelle HERIS-ID: 32426 Objekt-ID: 29523                                         | Pummersdorf 21, gegenüber Standort KG: Pummersdorf       | Die Wegkapelle im Ortszentrum von Pummersdorf ist ein Ziegelbau mit breiter, segmentbogiger Öffnung. Unter dem Dreiecksgiebel ist die Jahreszahl 1780 im Putz zu lesen. | BDA-Hist.: Q37947831 Status: § 2a Stand der BDA-Liste: 2025-06-30 Name: Wegkapelle GstNr.: 13 Wegkapelle Pummersdorf                                     |
| ja   | Datei hochladen | Pestmarterl HERIS-ID: 32358 Objekt-ID: 29437                                        | gegenüber Aquilin Hacker-Straße 7 Standort KG: Spratzern | Das Pestmarterl im Hiesberger Park ist ein breiter, rund abgeschlossener Pfeiler und wird auf das frühe 17. Jahrhundert datiert. Neben einer Kopie der Figurengruppe Pietà aus etwa 1415 sind drei kleine Nischen mit Wandmalereien vorhanden. Diese zeigen Christophorus und den Gnadenstuhl. Die dritte Darstellung war nicht mehr erkennbar, wurde aber offenbar durch eine Floriani-Darstellung ersetzt. Das Marterl wurde 1983 an seinen heutigen Standort versetzt. | BDA-Hist.: Q37947511 Status: § 2a Stand der BDA-Liste: 2025-06-30 Name: Pestmarterl GstNr.: 767/30 Pestmarterl Spratzern                                 |
| ja   | Datei hochladen | Kath. Pfarrkirche hl. Theresia vom Kinde Jesu HERIS-ID: 32352 Objekt-ID: 29430      | Eisenbahnerstraße 2, bei Standort KG: Spratzern          | Aufgrund des starken Bevölkerungswachstums wurde 1931 beschlossen zusätzlich zur Mariahilfkapelle eine eigene Pfarre einzurichten. Den Architektenwettbewerb für die neue Pfarrkirche entschieden Hans Zita und Otto Schottenberger für sich, der Bau konnte schon im Juli 1932 fertiggestellt werden. Die Kirche wird mit ihren klaren Linien dem Stil der Neuen Sachlichkeit zugerechnet. | BDA-Hist.: Q30882371 Status: § 2a Stand der BDA-Liste: 2025-06-30 Name: Kath. Pfarrkirche hl. Theresia vom Kinde Jesu GstNr.: .334 Pfarrkirche Spratzern |
| ja   | Datei hochladen | Pfarrheim HERIS-ID: 32353 Objekt-ID: 29431                                          | Eisenbahnerstraße 4 Standort KG: Spratzern               | Das heutige Pfarrheim wurde zeitgleich mit der angrenzenden Pfarrkirche 1932 als Caritasheim für die Jugendfürsorge errichtet, Architekt war Klemens Flossmann. | BDA-Hist.: Q37947485 Status: § 2a Stand der BDA-Liste: 2025-06-30 Name: Pfarrheim GstNr.: .336 Pfarrheim Spratzern                                       |
| ja   | Datei hochladen | Bronzezeitliche Siedlung Spratzern-Nord HERIS-ID: 112041 Objekt-ID: 130092seit 2013 | Dürnauergasse Standort KG: Spratzern                     | Nördlich der West Autobahn wurde im Jahr 2012 ein neuer Parkplatz für das VAZ St. Pölten geplant, dieser war durch den Neubau der Güterzugumfahrung der Westbahn und dem damit einhergehenden Wegfall eines Großteiles der Parkplätze notwendig geworden. Bei den baubegleitenden Grabungen wurde auf 50.000 m² eine ausgedehnte bronzezeitliche Siedlung mit mehrschiffigen Hausgrundrissen gefunden. Aufgrund der Verwendung als Parkplatz konnte der Fund in situ belassen werden. | BDA-Hist.: Q37828250 Status: Bescheid Stand der BDA-Liste: 2025-06-30 Name: Bronzezeitliche Siedlung Spratzern-Nord GstNr.: 622/1, 629/2                 |
| ja   | Datei hochladen | Hotel/Pension Schwaighof/Nordtrakt HERIS-ID: 29731 Objekt-ID: 26391                 | Josefstraße 123 Standort KG: Spratzern                   | Der Schwaighof wurde im 12. Jahrhundert als Wirtschaftshof errichtet und bei der Zweiten Wiener Türkenbelagerung 1683 zerstört. Das Anwesen ging im Jahre 1692 an das Augustiner-Chorherrenstift St. Pölten, welches daraufhin einen barocken Wiederaufbau durchführte, als Bildhauer und Architekt werden Jakob Prandtauer und Christian Alexander Oedtl angenommen. Seit 1988 ist er als Seminarhotel in Verwendung. | BDA-Hist.: Q2252782 Status: Bescheid Stand der BDA-Liste: 2025-06-30 Name: Hotel/Pension Schwaighof/Nordtrakt GstNr.: .30/2 Schwaighof (St. Pölten)      |
| ja   | Datei hochladen | WIFI HERIS-ID: 29755 Objekt-ID: 26417seit 2014                                      | Mariazeller Straße 97 Standort KG: Spratzern             | Das Lehr- und Werkstättengebäude des Wirtschaftsförderungsinstitutes (WIFI) wurde 1967 bis 1972 im Auftrag der Landeskammer der gewerblichen Wirtschaft für Niederösterreich nach Plänen von Karl Schwanzer errichtet. Das zwei- bis dreigeschoßige Gebäude ist durchgehend in plastisch durchgestaltetem Sichtbeton ausgeführt. Nordseitig finden sich fünf vorspringende Trakte, die vier Vorhöfe bilden, wobei der östlichste beim Haupteingang am größten ausfällt. Die vorspringenden Trakte sind durch große, braune Fenster betont und werden durch oktogonale Fußgängerbrücken miteinander verbunden. Das Gebäude beherbergt neben Verwaltungsbüros unter anderem 25 Werkstätten, 13 EDV-Räume sowie 13 Lehrsäle sowie einen Teil der New Design University. | BDA-Hist.: Q37927929 Status: Bescheid Stand der BDA-Liste: 2025-06-30 Name: WIFI GstNr.: 724/148 WIFI St. Pölten                                         |
| ja   | Datei hochladen | Ortskapelle Mariahilf HERIS-ID: 32354 Objekt-ID: 29432                              | Schuhmeierstraße 41 Standort KG: Spratzern               | Die Ortskapelle Mariahilf wurde 1888 als Filiale der St. Pöltner Franziskanerpfarre errichtet. | BDA-Hist.: Q37947497 Status: § 2a Stand der BDA-Liste: 2025-06-30 Name: Ortskapelle Mariahilf GstNr.: .53 Ortskapelle Spratzern                          |
| ja   | Datei hochladen | Schule HERIS-ID: 79549 Objekt-ID: 93237                                             | Spratzerner Hauptstraße 58 Standort KG: Spratzern        | Die Schule wurde 1923 bis 1925 nach Plänen des Stadtbauamtes St. Pölten errichtet. In der Halle des markanten, zweigeschoßige Baus befindet sich ein Putzrelief das Johann Heinrich Pestalozzi darstellt. | BDA-Hist.: Q38154661 Status: § 2a Stand der BDA-Liste: 2025-06-30 Name: Schule GstNr.: 545/12                                                            |
| ja   | Datei hochladen | Figurenbildstock hl. Johannes Nepomuk HERIS-ID: 29867 Objekt-ID: 26533              | bei Stifterstraße 1 Standort KG: Spratzern               | Der den Heiligen Johannes Nepomuk zeigende Bildstock wird Peter Widerin zugeschrieben und etwa auf das Jahr 1735 datiert. | BDA-Hist.: Q37928254 Status: § 2a Stand der BDA-Liste: 2025-06-30 Name: Figurenbildstock hl. Johannes Nepomuk GstNr.: 769/14                             |
| ja   | Datei hochladen | Pumpenhaus mit Brunnen HERIS-ID: 99198 Objekt-ID: 115292                            | Franz Psick-Gasse 1, südwestlich Standort KG: Völtendorf | Das Pumpenhaus wurde 1927 errichtet und war bis 1983 zur Förderung von Grundwasser in Betrieb. Aufgrund geringer Ergiebigkeit wurde in das Gebäude 1984 eine Drucksteigerungsanlage eingebaut und ist noch heute in Betrieb, das umgebende ehemalige Wasserschutzgebiet wurde zu einem Naherholungsgebiet umfunktioniert. | BDA-Hist.: Q37773852 Status: § 2a Stand der BDA-Liste: 2025-06-30 Name: Pumpenhaus mit Brunnen GstNr.: 123/1 Pumpenhaus Spratzern                        |